# Каминский, Марат Константинович
Марат Константинович Каминский (20 октября 1934, пос. Петровск, Харьковская область — 6 февраля 2025) — советский и российский юрист, педагог. Доктор юридических наук (1987), профессор (1989). Заслуженный работник народного образования Удмуртской Республики (1994), заслуженный юрист Российской Федерации (2004), почётный сотрудник Следственного комитета Российской Федерации, основатель научной криминалистической школы при Удмуртском государственном университете.

## Биография
Марат Константинович родился 20 октября 1934 года в посёлке Петровск Харьковской области. В 1957 году окончил физико-математический факультет Житомирского государственного педагогического института имени И. Франко, в 1959 году — отделение экспертов-криминалистов Московской средней школы МВД СССР. В 1973 году Каминский окончил адъюнктуру кафедры криминалистики высшей школы МВД СССР, защитив кандидатскую диссертацию, посвящённую технико-криминалистическим средствам, способствующим возникновению доказательственной и ориентирующей информации.
С 1959 по 1972 годы Каминский работал в милиции на различных должностях: от эксперта до начальника отдела УВД. По окончании адъюнктуры с 1974 по 1992 годы — начальник, а позднее профессор кафедр криминалистики, специальной и юридической подготовки факультета специализации и повышения квалификации Нижегородской высшей школы МВД СССР. Помимо педагогической и административной деятельности большое внимание уделял научной работе. В 1989 году им была защищена докторская диссертация по криминалистическим основам деятельности по выявлению и раскрытию преступлений.
В 1997 году Каминский стал одним из инициаторов преобразования юридического факультета УдГУ в Институт права, социального управления и безопасности и занял должность первого заместителя его директора.
Скончался 6 февраля 2025 года после продолжительной болезни в возрасте 90 лет.

## Основные труды
- "Криминалистическая природа эвристических решений" (1977);
- "Криминалистическая категория «след преступления» и её содержание" (1984);
- "Криминалистическое руководство для стажеров службы БХСС (1987, в соавт.);
- "Руководство по подготовке, назначению и проведению судебных экспертиз" (1999, в соавт.);
- "Организация и тактика раскрытия отдельных видов преступлений" (2007, в соавт.);
- "Цифровые технологии в криминалистике и судебной экспертизе" (2012, в соавт.);
- "Курс лекций по криминалистике для бакалавров" (2015, в соавт.);
- "Введение в криминалистику и криминалистическое образование" (2015, в соавт.).